# 정낙필
정낙필(鄭樂弼, 1898년 1월 8일 ~ 1977년 4월 11일)은 대한민국의 국회의원이다.

## 학력
- 선린상업학교 졸업
- 경성공업전문학교 응용화학과 졸업

## 경력
- 경성세무서장
- 대전사세청장
- 대한해운공사상임감사